# Gemma Gibbons

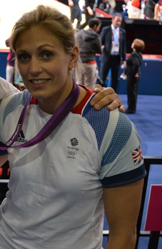
Gemma Gibbons, Judoka, Silbermedaille in -78kg bei den Olympischen Spielen 2012 in London

Gemma Jeanette Gibbons (* 6. Januar 1987 in Greenwich) ist eine ehemalige britische Judoka, die 2012 eine olympische Silbermedaille gewann.

## Sportliche Karriere
Die 1,73 m große Gemma Gibbons kämpfte von 2003 bis 2005 im Halbschwergewicht und wechselte dann ins Mittelgewicht. Bei der Universiade 2009 gewann sie eine Bronzemedaille. Ende 2009 erkämpfte sie bei den U23-Europameisterschaften ebenfalls eine Bronzemedaille. Bei den britischen Trials verlor sie 2012 gegen Sally Conway und war für die Olympischen Spiele 2012 als Ersatz für Conway vorgesehen. Als der Startplatz im Halbschwergewicht frei wurde, wechselte Gibbons in die höhere Gewichtsklasse. Sie belegte im Juni 2012 den zweiten Platz bei den Weltcupturnieren in Bukarest und Tallinn. Bei den Olympischen Spielen in London besiegte sie im Viertelfinale Marhinde Verkerk aus den Niederlanden und im Halbfinale die Französin Audrey Tcheuméo. Im olympischen Finale unterlag sie Kayla Harrison aus den Vereinigten Staaten und erhielt die Silbermedaille.
Bei den Commonwealth Games 2014 traf die für England antretende Gibbons im Finale auf die für Wales kämpfende Natalie Powell und verlor. Bei den Judo-Weltmeisterschaften 2015 belegte Gibbons den siebten Platz, bei den Judo-Europameisterschaften 2016 folgte ein fünfter Platz. Für die Olympischen Spiele 2016 nominierte der britische Verband Natalie Powell.
Die Sportlehrerin Gemma Gibbons beendete 2016 ihre eigene aktive sportliche Laufbahn. Sie ist mit dem Judoka Euan Burton verheiratet.